# ریچارد همیلتون
ریچارد همیلتون (انگلیسی: Richard Hamilton؛ زاده ۱۴ فوریهٔ ۱۹۷۸) یک ورزشکار اهل ایالات متحده آمریکا است.